# Sálih Salím
Sálih Salím (hebrejsky: סאלח סלים, Sa'lich Salim, arabsky: صالح سليم‎) je izraelský politik a bývalý poslanec Knesetu za alianci Chadaš-Balad a stranu Chadaš.

## Biografie
Narodil se 2. listopadu 1953. Vystudoval střední školu a prošel jeden rok studia na vysoké škole v Německu. Patří do komunity izraelských Arabů.

## Politická dráha
Od roku 1985 působil jako starosta města I'billin. Byl členem ústředních orgánů strany Chadaš. Publikoval v listu al-Ittihad.
V izraelském parlamentu zasedl poprvé po volbách v roce 1992, v nichž kandidoval za stranu Chadaš. Mandát ale získal až dodatečně v červenci 1994 jako náhradník. Byl pak členem výboru pro záležitosti vnitra a životního prostředí a vyšetřovací komise pro beduínský sektor v Izraeli. Mandát obhájil ve volbách v roce 1996, do nichž šel nyní za alianci Chadaš-Balad. Ta se ale během funkčního období rozpadla a Salím přešel do samostatného klubu strany Chadaš. Zasedl ve výboru pro záležitosti vnitra a životního prostředí, byl místopředsedou Knesetu a předsedou poslaneckého klubu Chadaš-Balad.
Ve volbách v roce 1999 mandát neobhájil.